# شونهوا (مقاطعة صينية)
مقاطعة شونهوا سالار مقاطعة صينية ذات حكم ذاتي  ();مقاطعة سالارية تقع في جنوب شرق ولاية  هاي دونغ  من محافظة  تشينغهاي, الصينية. وتبلغ مساحة المقاطعة حوالي حول2,100km² ويسكنها حوالي 110،000نسمة (2002). من الشرق فانها تقع على حدود مقاطعة قانسو ومن الجنوب والغرب إلى حدود ولايات هوانجنان  من التبت ذاتية الحكم، الرمز البريدي هو 811100 عاصمة المقاطعة هي مدينة الجشي.
إن لغة سالار هي اللغة الرسمية في مقاطعة شونهوا، كما في كل مناطق سالار ذات الحكم الذاتي.
تم بناء مسجد في نيسان / أبريل 2009 في مقاطعة شونهوا تحتوي على أقدم مكتوبة بخط اليد نسخة من القرآن الكريم في الصين، ويعتقد أن يكون قد كتب في وقت ما بين القرن 8 و 13 .
مقاطعة شونهوا هوا يقع فيها موقع مقبرة من العصر البرونزي مقبرة سوزهي .(سوزهي مودي 苏志墓地) من ثقافة كاييو .   

## المجموعات العرقية في مقاطعة شونهوا، تعداد عام 2000

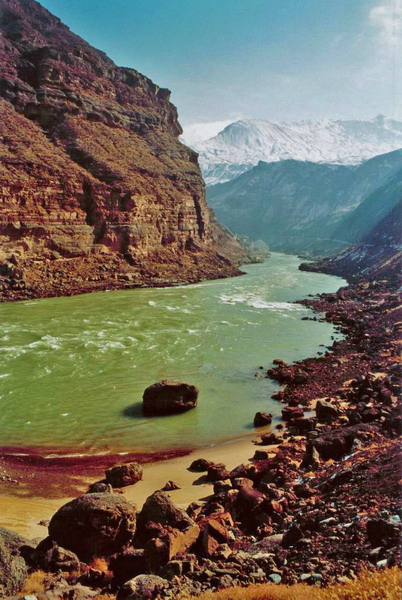
على النهر الأصفر بالقرب من Xunhua

| الجنسية       | السكان | النسبة المئوية |
| ------------- | ------ | -------------- |
| سالار التركية | 63,859 | 61.14%         |
| التبت         | 25,783 | 24.68%         |
| هوى           | 8,155  | 7.81%          |
| هان           | 6,217  | 5.95%          |
| تو            | 134    | 0.13%          |
| دونغشيانغ     | 116    | 0.11%          |
| المغول        | 39     | 0.04%          |
| تشيانغ        | 35     | 0.03%          |
| بونان         | 22     | 0.02%          |
| بلانج         | 18     | 0.02%          |
| بوي           | 12     | 0.01%          |
| الآخرين       | 62     | 0.06%          |